# Pas espagnol
Pour les articles homonymes, voir pas.

Cheval de Pure race espagnole au pas espagnol.

Le pas espagnol est une allure artificielle du cheval, qui consiste en un pas cadencé et majestueux dans lequel il élève et étend ses membres antérieurs vers le haut et vers l'avant successivement, tout en avançant franchement et en conservant une attitude rassemblée.

## Origines et étymologie
Le nom de pas espagnol peut avoir plusieurs origines. L'une d'elles est les chevaux de Pure race espagnole, une race naturellement douée pour le dressage, qui était très appréciée durant la Renaissance. L'autre serait que les cavaliers espagnols enseignaient cette allure à leurs montures de guerre afin d'intimider l'ennemi au combat. 

## Démonstrations de pas espagnol
Le pas espagnol est souvent montré lors des spectacles équestres ou dans les cirques car il ne fait pas partie des exercices du dressage conventionnel. Tous les chevaux sont potentiellement capables de l'exécuter.